# Johanna Weiskirch
Johanna Weiskirch (* 25. Dezember 1864 in Selters (Westerwald) als Johanna Schneider; † 13. März 1960 in Düsseldorf) war eine deutsche Schriftstellerin.

## Leben
Johanna Weiskirch entstammte einer Kaufmannsfamilie. Zusammen mit ihren fünf Geschwistern wuchs sie in Selters auf. Nach dem Besuch einer
Dorfschule erhielt sie Privatunterricht. 1891 heiratete sie den Ingenieur August Weiskirch. Zusammen mit ihrem Ehemann, der als kaufmännischer Leiter bei der Anatolischen Eisenbahn und der Bagdadbahn tätig war, lebte Johanna Weiskirch in den folgenden Jahren in Konstantinopel und anderen Orten der Türkei. Nach dem Tod August Weiskirchs im Jahre 1906 kehrte sie nach Deutschland zurück, wo sie anfangs in Elberfeld, ab 1915 in Wiesbaden, in Braubach und ab 1917 in Düsseldorf lebte. 
Johanna Weiskirch, die in den Neunzigerjahren des 19. Jahrhunderts
mit dem Schreiben angefangen hatte, war Verfasserin von Erzählungen, Gedichten und Stücken
für das Kindertheater.

## Werke
- Gedichte, Magdeburg 1909
- "Und du sollst mein Herr sein", Leipzig 1909
- Vater und Sohn, Leipzig 1909
- Kleine Kinder-Aufführungen, Leipzig 1910
- Kleine Kinderszenen für Haus und Schule, München 1911
- Allerlei Lustiges für kleine Knaben, München 1912
- Ernst und Scherz für die Kleinen, München 1912
- Ernste und heitere Vorträge für Kinder, München 1912
- Das deutsche Schwert, Berlin 1914
- Der Manöverschatz, Berlin 1914
- Die Studentenlore, Leipzig 1914
- Vaterländische Vortragsgedichte, München 1915
- Am Goldenen Horn, Dresden-A. 1916
- Des Vaters Erbe, Dresden 1917
- Aus den Tagen des Heiligen Krieges, Dresden-A. 1918
- Unter dem Halbmond und Stern, Heilbronn 1918
- Die Schloßmühle, Dresden 1919
- Der Nikolaus bei den Gnomen und Zwergen, München 1921
- Selige Weihnachtszeit, München 1921
- Das heldenmütige Schneiderlein, München 1922
- Der Holzhacker und die drei Wünsche, Melsungen 1922
- Und Sonne drüber ..., Berlin-Steglitz 1922
- Das bestrafte Wichtelmännchen, München 1923
- Die Zwei in der Landeshauptstadt, München 1923
- "Rosenelfchen und Rittersporn" und andere Märchen, Elberfeld 1924
- Traumjörg im Zauberberg, München 1924
- Heimatliebe, Leipzig 1925
- Vaterland, Berlin 1925
- Der Zauberschuh, München 1925
- Wenn die Osterglocken klingen!, Nürnberg 1926 (zusammen mit Gottfried Bachem)
- Wunderstern und Zauberstab, Frankenthal/Pfalz 1949